# Jolanta Daniel
Jolanta Daniel (ur. 25 kwietnia 1956 w Radomiu) – polska urzędniczka samorządowa, prezydent Kielc (1994).

## Życiorys
Absolwentka I Liceum Ogólnokształcącego im. Stefana Żeromskiego w Kielcach. W 1979 roku ukończyła Pomaturalną Szkołę Ekonomiczną, natomiast w 1985 uzyskała tytuł zawodowy magistra administracji na Wydziale Prawa i Administracji Uniwersytetu Jagiellońskiego.
Od 1980 do 1981 roku pracowała w Zakładach Elektronicznej Techniki Obliczeniowej, zaś w latach 1981–1990 była zatrudniona w Wyższej Szkole Pedagogicznej w Kielcach (jako kierownik hoteli studenckich i pracownik biblioteki). W drugiej połowie lat 90. pełniła funkcję zastępcy dyrektora Telewizji Kablowej Kielce (1995–1996) i dyrektora prokurenta Centrum Targowego w Kielcach (1996–1997). W 1997 roku została wicedyrektorem Świętokrzyskiej Agencji Rozwoju Regionu.
Od 1990 do 1992 roku była asystentką wojewody kieleckiego, następnie pełniła funkcję dyrektora Urzędu Wojewódzkiego w Kielcach (do 1994). W latach 1990–1998 sprawowała mandat radnej I i II kadencji Rady Miejskiej w tym mieście, przewodnicząc m.in. komisji statutowej. Od stycznia do lipca 1994 roku była prezydentem Kielc. W 2001 roku zaangażowała się w działalność tworzącej się Platformy Obywatelskiej, zostając jej pierwszym pełnomocnikiem w województwie świętokrzyskim.